# Biontech
Koordinaten: 49° 59′ 15,49″ N, 8° 16′ 17,93″ O

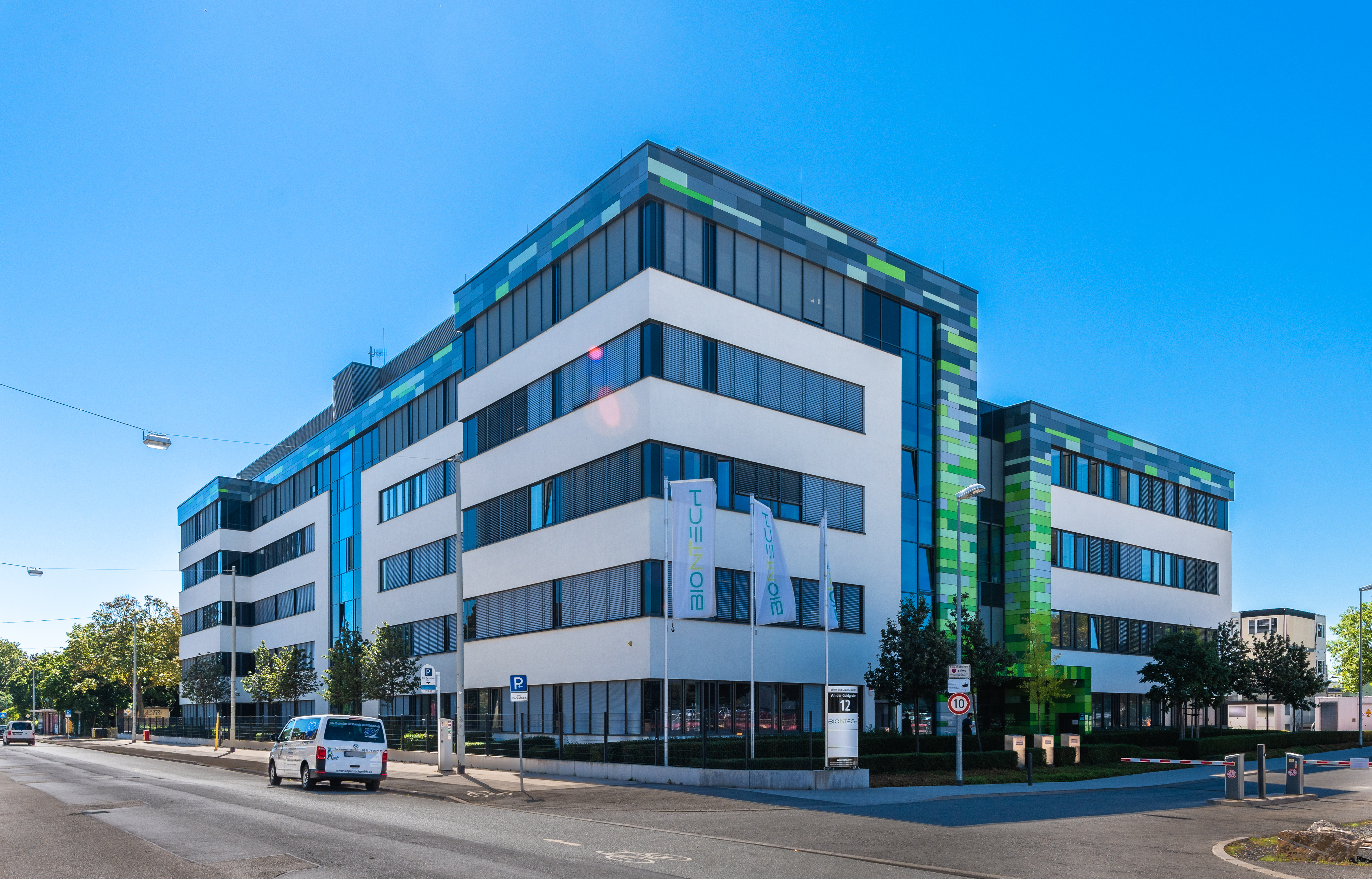
Hauptsitz von Biontech, An der Goldgrube 12, Mainz-Oberstadt

Die Biontech SE (Eigenschreibweise: BioNTech, gebildet aus englisch Biopharmaceutical New Technologies, Aussprache: biˈɔntɛk oder baɪ̯ˈɔntɛk) ist ein seit Ende 2019 börsennotiertes deutsches Biotechnologieunternehmen mit Sitz in Mainz. Es ist tätig in der Erforschung, Entwicklung und Herstellung von Immuntherapien zur Behandlung von Krebs und anderen schweren Erkrankungen sowie Impfstoffe gegen Infektionserkrankungen. Hierfür hat Biontech mehrere Plattformtechnologien entwickelt, die verschiedene Wirkstoffklassen umfassen. Dazu gehören etwa mRNA-basierte Therapien, Zelltherapien und proteinbasierte Therapeutika wie Antikörper oder Antikörper-Wirkstoff-Konjugate.
Biontech ist nach eigener Darstellung das erste Unternehmen, das ein mRNA-basiertes Humantherapeutikum zur intramuskulären Verabreichung entwickelte, das individualisierte mRNA-basierte Krebsimmuntherapie in klinischen Studien brachte und einen eigenen Herstellungsprozess für einen solchen Produktkandidaten etablierte. Ab Anfang 2020 entwickelte Biontech den Impfstoff BNT162b2 (vorgeschlagener Internationaler Freiname Tozinameran) gegen COVID-19, ausgelöst durch das humane Coronavirus SARS-CoV-2, der in Werken von Pfizer sowie in Biontechs Herstellungsstätte in Marburg für den weltweiten Bedarf produziert wird. Biontech hat somit als weltweit erstes Unternehmen die Zulassung für ein mRNA-basiertes COVID-19-Vakzin erhalten. Es ist gleichzeitig das erste zugelassene Produkt des Unternehmens.
Aufgrund der gesunkenen Nachfrage seines Impfstoffes geht der Umsatz des Unternehmens kontinuierlich zurück. Nachdem der Umsatz 2023 noch 3,8 Milliarden Euro betragen hatte, waren es im Jahr 2024 nur noch knapp 2,8 Milliarden Euro. Erstmals kam es 2024 zu einem Verlust, der rund 700 Millionen Euro betrug. 2022 hatte der Gewinn noch etwa 9,4 Milliarden Euro betragen.

## Geschichte

### Gründungsphase (2008–2014)
Biontech wurde 2008 auf der Grundlage langjähriger Forschungsarbeiten von Uğur Şahin, Özlem Türeci und Christoph Huber als Biontech RNA Pharmaceuticals GmbH gegründet. Sahin und Türeci nahmen 2008 an einem Wettbewerb des Bundesforschungsministeriums im Rahmen der Gründungsoffensive Biotechnologie (GO-Bio) teil und gewannen. Das Preisgeld war an die Gründung eines neuen forschenden Unternehmens gekoppelt. So entschieden sich die Forscher, BioNTech zu gründen. Der Schwerpunkt der Unternehmenstätigkeit lag damals auf der Entwicklung und Herstellung von Technologien und Medikamenten für individualisierte Krebsimmuntherapien.
An der Gründung beteiligt waren mit einer Seed-Finanzierung von rund 180 Millionen US-Dollar Andreas und Thomas Strüngmann, die MIG-Fonds sowie Aufsichtsratsvorsitzender Helmut Jeggle. Im Jahr 2009 erfolgte die Übernahme der EUFETS und der JPT Peptide Technologies. 2012 erfolgte mit dem Start der klinischen Phase-1-Studie des MERIT-Programms (Melanoma RNA Immunotherapy; feste Kombination aus krebsspezifischen Antigenen, später als „FixVac“-Programm bekannt) der Schritt in die klinische Evaluierung. Anfang 2014 folgte der Phase-1-Start mit „Ivac Mutanome“ (erste Studie mit individualisierten Neoepitopen, dem Vorläufer des späteren „iNeST“-Programms).

### Erweiterung der Plattformen (2015–2018)
Zwischen den Jahren 2015 bis 2017 erfolgten umfangreiche Publikationen der Forschungsergebnisse u. a. in Nature. Darüber hinaus wurden ab 2015 Kollaborationen und gemeinsame Entwicklungsprogramme mit verschiedenen Unternehmen und wissenschaftlichen Einrichtungen abgeschlossen. Biontech meldete in diesem Zeitraum eine Reihe von Patenten an und entwickelte eine mehrschichtige Strategie, um den Schutz ihres geistigen Eigentums an den verschiedenen Technologieplattformen und ihrer Anwendung bei der Behandlung von Krebs und anderen schweren Krankheiten zu gewährleisten. Im Januar 2018 schloss das Unternehmen eine Serie-A-Finanzierungsrunde über 270 Millionen US-Dollar ab, deren Kapitalertrag genutzt wurde, um den Bereich Immuntherapien weiter auszubauen.

### Finanzierung und Börsengang (2019)
Im Juli 2019 schloss Biontech eine überzeichnete Serie-B-Finanzierung in Höhe von 225 Millionen US-Dollar ab. Es handelte sich dabei laut einer Studie von Ernst & Young um eine der größten Einzelfinanzierungen eines privaten deutschen Biotechnologieunternehmens. Im Oktober desselben Jahres folgte der Börsengang an der NASDAQ: Seit dem 10. Oktober 2019 wird Biontech als American Depository Shares (ADS) unter dem Tickersymbol BNTX gehandelt. Biontech platzierte Aktien im Wert von 150 Millionen Euro. Mit einer Bewertung von rund 3,1 Milliarden Euro auf Basis des Emissionspreises von 15 US-Dollar je Aktie konnte sich Biontech in der Spitzengruppe der deutschen Biotech-Branche etablieren.
Darüber hinaus wurden 2019 das Antikörperproduktionsgeschäft von MAB Discovery, Antikörper-Assets von MabVax Therapeutics sowie Lipocalyx aufgekauft.

### COVID-19-Impfstoff (seit 2020)

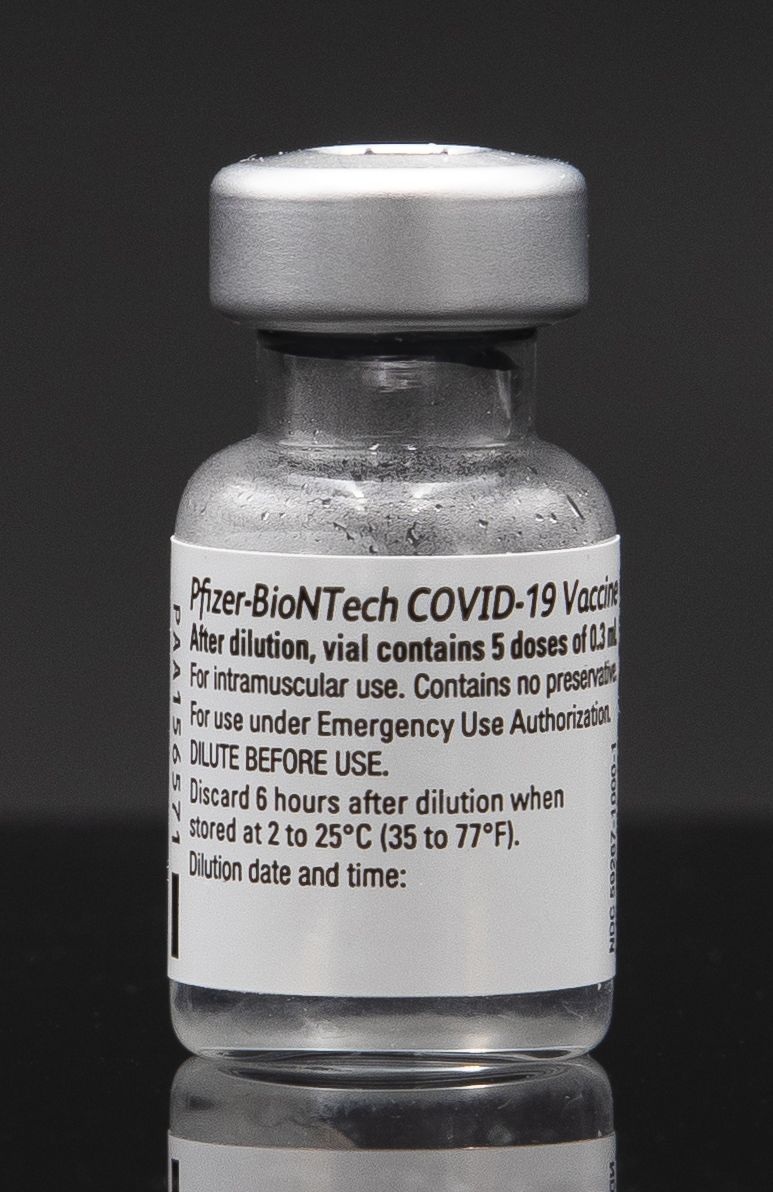
Fläschchen mit COVID-19-Impfstoff, Dezember 2020

Nachdem Anfang des Jahres 2020 der Ausbruch eines neuen Virus in China öffentlich bekannt geworden war, begann Mitte Januar das globale Entwicklungsprojekt Lightspeed, um einen gut verträglichen, potenten Impfstoff gegen COVID-19 auf Basis von mRNA in möglichst kürzester Zeit zu entwickeln. Mitte März 2020 vereinbarte Biontech für die Entwicklung und spätere Vermarktung Allianzen mit zwei Partnern: Fosun Pharma (Shanghai) für den Markt in Festlandchina sowie den Sonderverwaltungsregionen Hongkong und Macau, und Pfizer für den Rest der Welt, mit Ausnahme von Deutschland und der Türkei, wo Biontech die alleinigen Rechte hält. Im Rahmen des Projekts wurden Studien in den USA, Europa, China, Lateinamerika und Südafrika initiiert. Im April 2020 wurden die ersten klinischen Tests in Deutschland durchgeführt.
Während der Pandemie unterstützte das Bundesministerium für Bildung und Forschung die Arbeiten an einem Impfstoff. Neben anderen Unternehmen erhielt auch Biontech die Zusage für staatliche Fördermittel von etwa 375 Millionen Euro zur Beschleunigung der Produktion von COVID-19-Impfstoffen. Auch die Europäische Investitionsbank förderte Biontech mit einem Kredit in Höhe von 50 Millionen Euro.
Im November 2020 teilte Biontech mit, dass der zusammen mit Pfizer entwickelte Impfstoff eine Wirksamkeit von über 95 % beim Schutz vor einer COVID-19-Krankheit biete. Am 1. Dezember 2020 gab die Europäische Arzneimittel-Agentur bekannt, einen Antrag auf eine bedingte Zulassung für BNT162b2 erhalten zu haben. Am darauffolgenden Tag erklärte das Vereinigte Königreich eine Notfallzulassung des Impfstoffes und den Beginn der Impfungen in der darauffolgenden Woche.
In den USA erhielt der Impfstoff am 11. Dezember 2020 die erste Zulassung in Form einer Notfallzulassung (Emergency Use Authorization). Am 21. Dezember 2020 wurde BNT162b2 von der Europäischen Kommission eine bedingte Marktzulassung erteilt. Der Impfstoff wird offiziell seit 27. Dezember 2020 in Deutschland und weiteren EU-Staaten eingesetzt.
Biontech hält gemeinsam mit Pfizer die Marktzulassung von Comirnaty und variantenangepassten Impfstoffen. Dies gilt für die Europäische Union, die Vereinigten Staaten, das Vereinigte Königreich, Kanada und weitere Länder und Regionen.

### Erneuter Fokus auf Krebstherapie (seit 2021)
Parallel zur Weiterführung und -entwicklung der COVID-19-Impfstoffe arbeitet Biontech am Ausbau ihrer klinischen Pipeline im Bereich der Onkologie sowie den dafür notwendigen Kapazitäten zur Herstellung von Medikamenten. Die ausgebauten Aktivitäten von Biontech zeigen sich in der steigenden Anzahl von Studien in fortgeschrittenen klinischen Phasen mit verschiedenen Krebstherapiekandidaten.
Das Unternehmen erhielt von verschiedenen regulatorischen Behörden einen Prioritätsstatus für die beschleunigte Evaluierung mehrerer Kandidaten zur Krebstherapie. Ein Beispiel hierfür ist der Breakthrough-Therapy Status der FDA für BNT323/DB-1303 (Antikörper-Wirkstoff-Konjugat in der Entwicklung) zur Behandlung von Gebärmutterkrebs sowie der PRIME-Status der EMA für BNT211 (Zelltherapiekandidat in Kombination mit mRNA-Impfstoffkandidat) zur Behandlung von Hodenkrebs.
Biontech schloss mehrere Kollaborationen und Übernahmen zur Erweiterung ihrer Plattformtechnologien und der globalen Herstellungskapazitäten ab. Diese Zusammenarbeit dient der Steigerung der Vermarktungsmöglichkeiten von Krebstherapien. Außerdem übernahm Biontech 2021 die Neoantigen-TCR-Plattform und Produktionsanlagen in Gaithersburg (Maryland) von Kite Pharma.
Um die Nutzung von KI in Forschung und Entwicklung weiter auszubauen, schloss Biontech 2023 die vollständige Übernahme von InstaDeep ab, ein Technologieunternehmen im Bereich KI und maschinelles Lernen. Biontech hatte bereits seit 2019 mit InstaDeep für das Design von Krebsmedikamenten zusammengearbeitet. Ab 2022 kollaborierten die Unternehmen, um ein Frühwarnsystem zur Erkennung und Überwachung von besorgniserregenden SARS-COV-2-Varianten zu etablieren. Biontech nutzt KI-basierte Anwendungen beispielsweise, um passende Neoantigene für Krebsimmuntherapien zu identifizieren oder ribologische Sequenzen für die Nutzung in ihren onkologischen Plattformen zu optimieren.

### Aktuellere Entwicklungen
Im Februar 2022 stellte Biontech einen neuen Ansatz für eine weltweite, dezentralisierte Herstellung von mRNA-basierten Therapieprodukten vor („BioNTainer“). Diese schlüsselfertigen mRNA-Produktionsstätten können durch ihren containerbasierten Aufbau transportiert werden, wodurch die skalierbare Herstellung von mRNA-basierten Impfstoffen und Therapien an verschiedenen Orten weltweit ermöglicht werden soll.
Im Dezember 2023 wurde der erste Biontainer-basierte Standort in Kigali, Ruanda eingeweiht. Diese Produktionsstätte stellt gleichzeitig Biontechs ersten Standort in Afrika dar.
Im Januar 2023 gab die britische Regierung eine Zusammenarbeit mit Biontech bekannt, durch welche die Menschen in Großbritannien einen breiteren Zugang zu den Krebsmittelkandidaten von Biontech im Rahmen klinischer Studien erhalten würden. Bis 2030 sollten bis zu 10.000 Patienten behandelt werden. Ende 2023 gab Biontech eine mehrjährige strategische Partnerschaft mit dem australischen Bundesstaat Victoria bekannt. Hierzu gehört unter anderem der Bau einer mRNA-Produktionsanlage im klinischen Maßstab auf Basis der Biontainer-Technologie in Melbourne.
Im Dezember 2024 wurde das chinesische Biotechunternehmern Biotheus für ca. eine Milliarde US-Dollar übernommen, mit dem schon eine globale Lizenz- und Kooperationsvereinbarung  bestand. Biotheus beschäftigt sich mit der Entwicklung von Antikörpern für Patienten mit Krebs oder entzündlichen Erkrankungen. Durch die Übernahme erhält BioNTech die vollen Rechte an dem in fortgeschrittener klinischer Entwicklung befindlichen Wirkstoffkandidaten BNT327/PM8002. Im Juni 2025 wurde gemeldet, dass Biontech und Bristol Myers Squibb (BMS) gemeinsam die weitere Entwicklung des Kandidaten vorantreiben wollen.

## Struktur
Die Geschäftstätigkeit des Unternehmens umfasst die Geschäftsbereiche Infektionskrankheiten und Onkologie.

### Aktie und Anteilseigner
Die Aktien von Biontech werden seit dem 10. Oktober 2019 öffentlich als American Depositary Receipt an der US-Börse NASDAQ im Segment Global Select Market gehandelt. Im Vorfeld der Börseneinführung und mit Wirkung zum 8. März 2019 wurde das Unternehmen von einer AG in eine SE gewandelt.
Zu den größten Aktionären von Biontech gehören die AT Impf GmbH und Gründer Uğur Şahin über die Medine GmbH.

### Gremien

#### Vorstand
Der Vorstand von Biontech besteht seit 2023 aus sieben Mitgliedern. Seit Gründung ist Uğur Şahin Vorstandsvorsitzender (Chief Executive Officer). Weitere Mitglieder sind: Sierk Poetting (von 2014 bis Juni 2021 Chief Financial Officer und seit 2014 Chief Operating Officer), Özlem Türeci (seit 2018, Chief Medical Officer), Ryan Richardson (seit 2020, Chief Strategy Officer), Jens Holstein (seit Juli 2021, Chief Financial Officer), James Ryan (seit 2023, Chief Legal Officer und seit 2024 Chief Business Officer) und Annemarie Hanekamp (seit 2024, Chief Commercial Officer).
Von 2012 bis 2024 war Sean Marett als Chief Business und Chief Commercial Officer Mitglied des Vorstands von Biontech.

#### Aufsichtsrat
Der Aufsichtsrat besteht aus sechs Mitgliedern. Der Vorsitzende ist Helmut Jeggle, der von 2007 bis 2021 in leitenden Positionen bei der Athos Service beschäftigt gewesen war. Von 2015 bis 2021 war er dort Chief Executive Officer und Chief Operating Officer. Zuvor hatte er verschiedene Positionen bei der Hexal inne. Weitere Mitglieder sind Nicola Blackwood (seit 2023, Beiratsvorsitzende von Oxford University Innovation Limited und von Genomics England), Anja Morawietz (seit 2022, Professorin für Externes Rechnungswesen und Allgemeine Betriebswirtschaftslehre an der Technischen Hochschule Nürnberg), Ulrich Wandschneider (seit 2018, von 2011 bis 2016 Chief Executive Officer der Asklepios Kliniken), Michael Motschmann (seit 2008, Mitgründer und Vorstand der MIG Capital AG) und Rudolf Staudigl (seit 2022, ehemaliger Vorstandsvorsitzendes von Wacker Chemie). Mitgründer Christoph Huber (österreichischer Hämatologe, Onkologe und Immunologe mit den Forschungsschwerpunkten Tumor-Abwehr und Stammzelltransplantation) war bis zum Erreichen des festgelegten Rentenalters im Jahr 2023 Mitglied des Aufsichtsrats.

### Standorte in Deutschland
Die Standorte von Biontech umfassen Mainz (Biontech), Marburg (Biontech Manufacturing, Biontech Innovation and Services Marburg), Idar-Oberstein (Biontech Innovative Manufacturing Services), Martinsried (Biontech), Neuried (Biontech), Halle (Delivery Technologies) und weitere Standorte in Berlin. Das Unternehmen betreibt in Deutschland mehrere GMP-zertifizierte Produktionsstätten zur Herstellung von mRNA-Therapeutika und Zelltherapien.

#### Mainz
Der Hauptsitz von Biontech befindet sich im Mainzer Stadtteil Oberstadt. Die Firmenzentrale entstand auf dem Gelände der Generalfeldzeugmeister-Kaserne, die von der Bundeswehr 2023 vollständig geräumt wurde. Biontech erwarb bereits im März 2020 weitere Grundstücke in Mainz, um expandieren zu können. Weiterhin wird in Mainz die erste kommerzielle Herstellungsstätte des Unternehmens für individualisierte Krebstherapien gebaut.

#### Berlin
In Berlin hat das Unternehmen verschiedene Standorte: Ein Berliner Standort bietet dabei peptidbasierte Dienstleistungen und Produkte für verschiedene Bereiche der biomedizinischen Forschung an (JPT Peptide Technologies), eine weitere beheimate Bürofläche des Unternehmens.

#### Marburg
Die Produktionsstätte in Marburg geht auf Emil von Behring zurück, der 1904 ein Privatlaboratorium errichten ließ, aus dem die Behringwerke hervorgingen. Behring entwickelte das Gegengift für Diphtherie und Tetanus und nutzte das Preisgeld, das er 1901 für seinen Nobelpreis in Medizin erhielt, um die Produktionsstätte zu finanzieren.
BioNTech übernahm das Werk in Marburg von Novartis im September 2020. Der Hauptgrund für die Übernahme war die schnelle Ausweitung der Produktionskapazitäten für den damals neu entwickelten COVID-19-Impfstoff BNT162b2. Das Marburger Werk verfügte bereits über moderne Biotechnologie-Anlagen und qualifiziertes Personal für die biopharmazeutische Produktion. Daneben befindet sich in Marburg ein Technologiezentrum, etwa für Biontainer. Zudem ist dort ein Bereich für die Herstellung von mRNA-Impfstoffen zur Durchführung von klinischen Studien angesiedelt. Durch eine Produktionseinheit zur Herstellung von Plasmid-DNA können auch zentrale Ausgangsmaterialien für mRNA- und zellbasierte Medikamente hergestellt werden.

### Internationale Standorte

#### Nordamerika
Im Jahr 2020 wurde die Neon Therapeutics übernommen und zu BioNTech US umfirmiert. Sie ist in Cambridge, Massachusetts, ansässig und ist eine vollintegrierte Tochtergesellschaft.
Neon Therapeutics wurde 2015 von Wissenschaftlern gegründet und basierte auf Erkenntnissen bei der Entwicklung von Neoantigen-Therapien mit Fokus auf Impfstoffe und T-Zell-Therapeutika. Die komplementären Fähigkeiten und Ressourcen für Neoantigen-basierte Therapeutika in den Bereichen der Krebsmedizin und Immunologie wurden dadurch vereint. Der Zusammenschluss ermöglichte es Biontech, die Fähigkeiten im T-Zell-Rezeptor-Feld weiter auszubauen und die Position im Bereich der T-Zelltherapien zu stärken.

 
Im Jahr 2021 kaufte Biontech eine Zelltherapie-Produktionsstätte und eine Forschungs-Plattform für TCR-Zelltherapien in Gaithersburg von Kite Pharma.

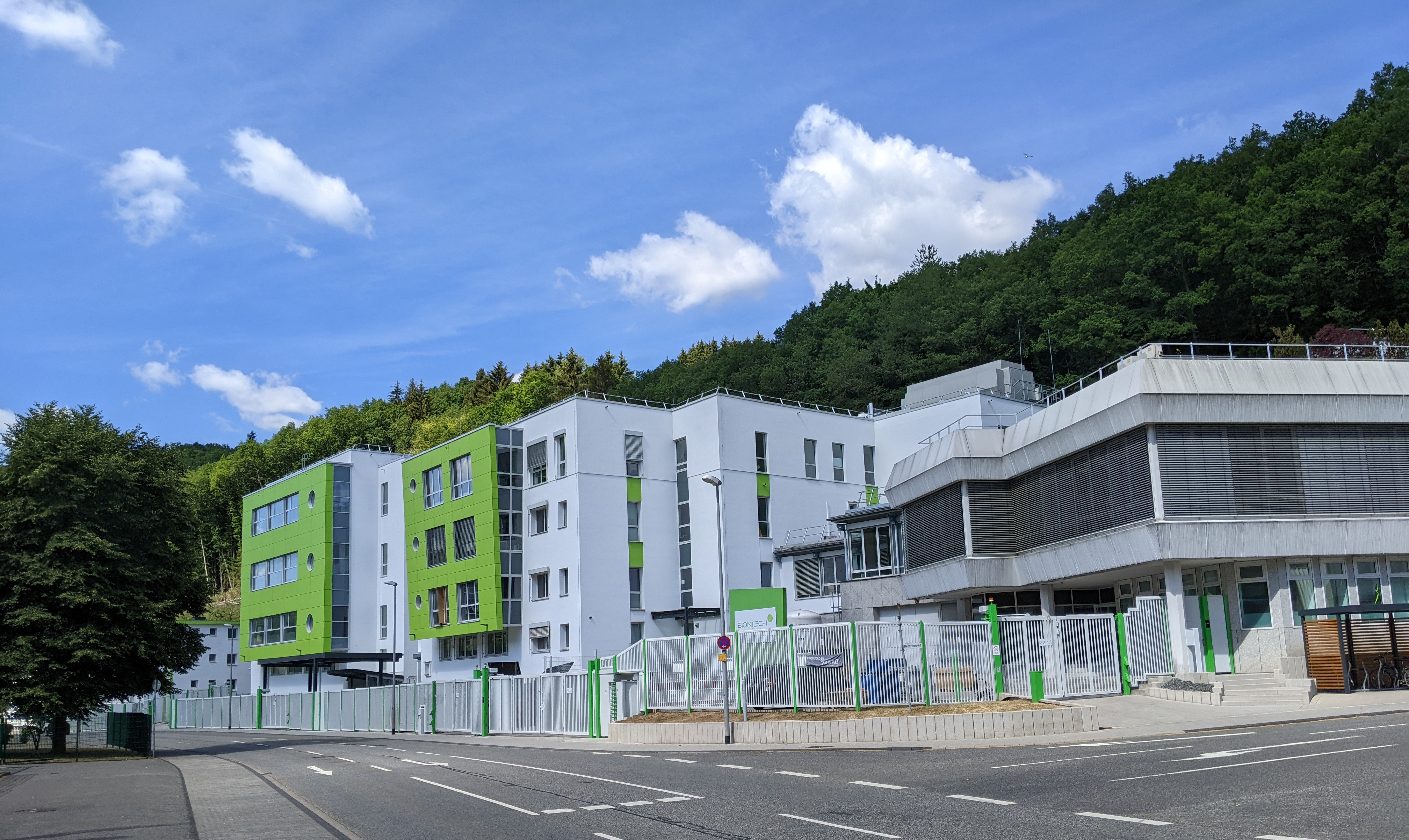
Standort Idar-Oberstein

#### Asien-Pazifik
Im November 2021 gab Biontech den Erwerb einer GMP-zertifizierten Produktionsstätte durch ihre asiatisch-pazifische Tochtergesellschaft Biontech Pharmaceuticals Asia Pacific in Singapur bekannt. Sie soll regionale und globale Versorgungskapazitäten für mRNA-basierte Medikamente schaffen.
Darüber hinaus richtet das Unternehmen ein mRNA-Innovationszentrum sowie eine mRNA-Herstellungsstätte im klinischen Maßstab in Melbourne, Australien ein.

#### Afrika
Als Reaktion auf die Corona-Pandemie hat Biontech 2022 mit dem Bau einer Fabrik für mRNA-Impfstoffe in Kigali, Ruanda, begonnen. Diese soll den afrikanischen Kontinent perspektivisch auch mit Vakzinen gegen andere Krankheiten wie Malaria und Tuberkulose beliefern. Das Werk in Kigali wurde am 18. Dezember 2023 eingeweiht und ist damit die erste Herstellungsstätte von Biontech in Afrika.

#### Vereinigtes Königreich
Im Rahmen von strategischen Partnerschaften hat Biontech ihre Präsenz im Vereinigten Königreich durch die Eröffnung eines regionalen Sitzes in London und eines Forschungsstandorts in Cambridge ausgebaut.

## Forschung und Technologie
Die Strategie von Biontech besteht darin, ergänzende Therapien zu entwickeln, die verschiedene Mechanismen des Immunsystems nutzen. Dieser onkologiezentrierte Ansatz soll die Behandlungserfolge für Patienten erhöhen und das Problem lösen, dass einige Patienten nicht mehr auf einzelne Therapien ansprechen. Biontech nutzt einen Technologie-unabhängigen Ansatz und KI-gestützte bioinformatische Methoden, um den am besten geeigneten Therapieansatz, bzw. die am besten geeignete Kombination von Therapeutika für Patienten bereitzustellen. Die Anwendung von Algorithmen ermöglicht es, Patientendaten auszuwerten und diese Daten dann für die Erforschung von Therapeutika zu nutzen.

### mRNA-Therapeutika
Biontech verwendet Boten-Ribonukleinsäuren (mRNA), um die genetische Information zu den Ribosomen zu transportieren, dem Ort der Proteinproduktion in der Zelle. In den Ribosomen wird die genetische Information der mRNA dann in die entsprechenden Proteine übersetzt.
Biontech hat mehrere Formate und Formulierungen von mRNA entwickelt, um genetische Informationen an Zellen zu liefern, wo sie zur körpereigenen Herstellung von Proteinen für therapeutische Zwecke verwendet werden. Darüber hinaus erforscht und entwickelt das Unternehmen mRNA-basierte Therapieplattformen für die Krebsimmuntherapie, einschließlich individualisierter als auch „off-the-shelf“ Behandlungsansätze.
Die mRNA-Formate umfassen verschiedene immuntherapeutischen Wirkstoffkandidaten, darunter Impfstoffe gegen Infektionskrankheiten und Krebs (FixVac, iNeST) sowie mRNA-codierte Antikörper (RiboMabs) und Zytokine (RiboCytokines).

#### mRNA-Plattformen
- FixVac, Biontechs unternehmenseigene indikationsspezifische Krebsimpfstoffe auf der Basis gemeinsamer Krebsantigene.[64]
- iNeST, eine individualisierte Neoantigen-spezifische Immuntherapie.[22]
- mRNA-Impfstoffe gegen Infektionskrankheiten.[67]

- RiboMabs, eine neue Klasse von mRNA-codierten monoklonalen Antikörpern, die darauf abzielen, mithilfe der entsprechenden mRNA die gewünschten Antikörper direkt im Körper des Patienten herzustellen.[112]
- RiboCytokines, eine neue Klasse von mRNA-basierten Therapeutika, die so konzipiert sind, dass sie direkt im Patienten in Zytokine translatiert werden. Zytokine spielen eine zentrale Rolle bei der Kontrolle der Immunantwort auf Krankheitserreger und bösartige Zellen.[113]

#### Optimierte Uridin-basierte mRNA (uRNA)
Die Anwesenheit von natürlich vorkommendem Uridin in Biontechs optimierter mRNA führt durch die Aktivierung von Immunsensoren zur Immunogenität. Durch die Funktion als immunaktivierender Verstärker ist die Immunogenität der uRNA bei der Verwendung als Immuntherapie von Vorteil – woraus Therapeutika für z. B. die iNeST- und FixVac-Programme resultieren.

#### Nukleosidmodifizierte mRNA (modRNA)
Immunogene Reaktionen gegen mRNA-Wirkstoffe müssen bei Anwendungen vermieden werden, bei denen therapeutische Proteine hergestellt werden, beispielsweise auf den beiden Biontech-eigenen Plattformen RiboMabs und RiboCytokines. Die De-Immunisierung der mRNA durch den Einbau modifizierter Nukleoside hilft dabei, die Bildung von Antikörpern gegen den Wirkstoff selbst zu vermeiden und erweitert so die therapeutische Anwendung dieser Arten von mRNA-Wirkstoffen.

#### Selbstamplifizierende mRNA (saRNA)
Produktkandidaten mit selbstamplifizierender mRNA (saRNA) beruhen auf dem Konzept der Virusreplikation, sind jedoch laut Herstellerangabe selbst weder infektiös noch krankheitserregend. saRNA gleicht herkömmlicher mRNA: Sie codiert zum einen das jeweilige Protein, zusätzlich jedoch auch eine Polymerase. Diese sogenannte Replikase vervielfältigt einen Teil der mRNA innerhalb der Zielzelle. Während der Selbstamplifikation innerhalb der Zelle wird eine doppelsträngige RNA als Zwischenstufe gebildet, die von intrazellulären Immunsensoren erkannt wird. Dadurch kann gemäß Firmenaussage mit saRNA eine sehr starke Aktivierung des Immunsystems erzielt werden.

#### Transamplifizierende mRNA (taRNA)
Diese Technologie ist eine Weiterentwicklung der saRNA-Plattform. Durch die Trennung der zu amplifizierenden Ziel-mRNA von der Replikase-codierenden mRNA soll nach Herstellerangabe das Anwendungsspektrum erweitert werden. Dadurch wird die Entwicklung therapeutischer mRNAs noch flexibler, da die Replikase mRNA amplifizieren kann, die nicht nur ein Protein, sondern mehrere verschiedene Proteine codiert.

### Zelltherapien
Biontech entwickelt eine Reihe neuer Zelltherapien (Cell Therapies), um natürlich vorkommende krebsspezifische T-Zellen zu nutzen oder die T-Zellen des Patienten so zu verändern, dass sie die krebsspezifischen Antigene besser erkennen können. In beiden Fällen sollen so die Fähigkeiten der körpereigenen Immunabwehr zur Bekämpfung von Krebszellen verbessert werden. Biontechs Ansätze beinhalten T-Zelltherapien mit chimärem Antigenrezeptor („CAR“), Neoantigen-basierte T-Zelltherapien und T-Zellrezeptor („TCR“)-basierte T-Zelltherapien.

### Proteinbasierte Therapeutika
Biontech arbeitet an der Entwicklung von proteinbasierten Therapeutika in mehreren Formaten, um eine Vielzahl von Tumorarten durch unterschiedliche Wirkungsweisen zu adressieren. Hierzu gehören monospezifische zielgerichtete Krebsantikörper sowie bispezifische Antikörper, die Zielstrukturen auf Krebszellen sowie Immunzellen binden und so die Immunantwort aktivieren können. Weiterhin arbeitet das Unternehmen an Antikörper-Wirkstoff-Konjugaten (antibody-drug conjugates, ADCs), einem Präzisionstherapieansatz, der die Spezifität von Antikörpern mit den wirkungsvollen zellabtötenden Eigenschaften von Chemotherapeutika gegen Krebs kombiniert.

### Small-Molecule-Immunmodulatoren
Biontech erforscht niedermolekulare Wirkstoffe (Small Molecules) zur spezifischen Immunmodulation. Ziel ist es, die Aktivität anderer Wirkstoffe durch die Immunmodulation zu steigern.

## Indikationsbereiche

### Onkologie
Krebserkrankungen werden in einem stufenweisen Prozess durch Anomalitäten verursacht, die als somatische Mutationen bezeichnet werden. Diese Mutationen können sich im Laufe der Zeit im Genom von Zellen ansammeln und zu einer malignen Transformation führen. Der Prozess der Karzinogenese beinhaltet das Unvermögen des Immunsystems, solche transformierten Zellen zu erkennen und auszurotten. Ziel der Immuntherapie in der Onkologie ist es, das Immunsystem zu nutzen, um bösartige Zellen als „fremd“ zu erkennen und Mechanismen zu überwinden, mit denen sich die Krebszellen der Immunabwehr entziehen. Das Immunsystem soll derart aktiviert werden, dass es in der Lage ist, das Tumorwachstum zu begrenzen und bösartige Zellen zu zerstören.
Aufgrund ihrer zufälligen Natur führen krebserzeugende genetische Veränderungen zu einer Gesamtheit von Mutationen, dem „Mutanom“, das für den Tumor jedes einzelnen Patienten einzigartig ist. Die Forschung nutzt das tumor- und patientenspezifische Mutanom, um Medikamente für eine personalisierte oder sogar individualisierte Krebsimmuntherapie zu entwickeln. Hierbei wird die Behandlung auf Tumortypen oder den einzelnen Patienten zugeschnitten. Die Entwicklung von präzisen Krebsimmuntherapien steht im Mittelpunkt der Forschungsaktivitäten von Biontech.
Biontech etablierte ein Entwicklungsprogramm, das Produktkandidaten auf Basis verschiedener Wirkstoffklassen umfasst. Dazu gehören mRNA, Zelltherapien, proteinbasierte Therapien wie Antikörper und Antikörper-Wirkstoff-Konjugate. Ziel dieses Entwicklungsprogramms ist es, das Potenzial des Immunsystems zur Bekämpfung verschiedener Krebserkrankungen auszuschöpfen. Hierbei werden die verschiedenen Wirkweisen der Produktkandidaten alleine oder in potenziell synergistischen Kombinationen genutzt, um für jede Indikation die optimale Behandlung bereitzustellen. Das Unternehmen arbeitet an der Identifizierung und Nutzung krebsspezifischer Zielstrukturen, um den Kreis der Patienten zu erweitern, die von Immuntherapien profitieren können. Durch eine hohe Spezifität für die Zielstruktur und die Kombination verschiedener Wirkstoffe soll die Wirksamkeit und Erfolg der Behandlung verbessert werden. Ein Beispiel hierfür ist die Kombination von CAR-T-Zellen mit einem mRNA-basierten Impfstoff, der für die Krebszielstruktur codiert, gegen die die CAR-T-Zellen gerichtet sind. Auf diese Weise soll die Aktivität und Persistenz der CAR-T-Zellen erhöht werden.
Durch seine biologische Komplexität kann Krebs auch nach einer Therapie wieder auftreten, weswegen das Design der mRNA-basierten Produktkandidaten mehrere Zielstrukturen gleichzeitig abdecken sollte, um den Tumor vollständig eliminieren zu können und Resistenzmechanismen entgegenzuwirken.

### Infektionskrankheiten
Biontech entwickelt mRNA-basierte Impfstoffe, u. a. mit dem Partner Pfizer gegen Infektionserkrankungen der Atemwege, wie COVID-19 oder Influenza. Die Unternehmen arbeiten zudem an einem Kombinationsimpfstoff gegen beide Erkrankungen.
Biontech nutzt die mRNA-Technologie weiterhin, um Produktkandidaten zur Prävention von Infektionskrankheiten mit hohem medizinischem Bedarf zu entwickeln. Dazu zählen Indikationen wie Malaria, Tuberkulose, HIV und Mpox.

## Kooperationen und Partnerschaften
Biontech hat mehrere Kooperationsvereinbarungen und Partnerschaften mit biopharmazeutischen und wissenschaftlichen Partnern geschlossen, durch die das Unternehmen ihre Tätigkeiten und Herstellungskapazitäten strategisch erweitern und vorantreiben konnte. Zu den biopharmazeutischen Partnern gehören: Biotheus, Duality Biologics, Fosun Pharma, Genentech (ein Unternehmen der Roche Gruppe), Genevant Sciences, Genmab, MediLink, OncoC4, Pfizer und Regeneron. Darüber hinaus unterhält Biontech Forschungskooperationen unter anderem mit der University of Pennsylvania, dem Ci3 und dem Forschungsinstitut TRON (Translationale Onkologie) an der Universitätsmedizin der Johannes Gutenberg-Universität Mainz.

### Partnerschaften
- Autolus Therapeutics (Autolus): Seit Februar 2024 arbeitet Biontech mit Autolus an der Weiterentwicklung der CAR-T-Programme beider Unternehmen in Richtung Marktzulassung. Zudem wurde eine Vereinbarung geschlossen, nach der Biontech unter anderem die Option hat, kommerzielle und klinische Standortnetzwerke, Produktionskapazitäten und Lieferinfrastrukturen von Autolus zu nutzen.[62]
- Bill & Melinda Gates Foundation (BMGF): Im September 2019 wurde mit der BMGF eine Entwicklungsvereinbarung im Bereich HIV und Tuberkulose geschlossen.[140][141] Das Engagement der Stiftung kann bis zu 100 Mio. USD betragen. Die Mittel werden verwendet, um Impfstoff- und Immuntherapiekandidaten zur Vorbeugung von HIV- und Tuberkulose-Infektionen sowie zur dauerhaften antiretroviralen therapiefreien Remission von HIV-Erkrankungen zu identifizieren und präklinisch zu entwickeln. Weiterhin soll die Partnerschaft Entwicklungsländern einen preisgünstigen Zugang zu Medikamenten ermöglichen.[142][143][144]
- Biotheus: Im Oktober 2023 hat Biontech eine Lizenz- und Kooperationsvereinbarung mit Biotheus abgeschlossen. Im Rahmen der Kollaboration erhielt Biontech Zugang zu BNT327/PM8002, einem bispezifischen Antikörperkandidaten gegen PD-LL1 und den vaskulären endothelialen Wachstumsfaktor.[145] Das Unternehmen wurde 2024 vollständig übernommen.[71]
- Coalition for Epidemic Preparedness Innovations (CEPI): Seit September 2023 arbeitet Biontech mit der Vereinigung, um die Entwicklung eines prophylaktischen mRNA-basierten Mpox-Impfstoffkandidaten voranzutreiben.[146]
- Crescendo Biologics (Crescendo): Im Januar 2022 wurde eine Kooperation mit Crescendo Biologics vereinbart zur Erforschung und Entwicklung innovativer Immuntherapien für die Behandlung von Krebs und anderen Erkrankungen. Hierbei sollen mithilfe von Crescendos Humabody VH-Plattform Immuntherapien, einschließlich mRNA-basierter Antikörper und programmierbarer Zelltherapien, gegen ausgewählte Zielstrukturen entwickelt werden.[147]
- Duality Biologics: Im April 2023 schloss Biontech eine globale, strategische Partnerschaft mit Duality Biologics. Gegenstand ist die beschleunigte Entwicklung von differenzierten Antikörper-Wirkstoff-Konjugaten (Antibody-Drug Conjugates, „ADCs“) zur Therapie von soliden Tumoren. Biontech erhält Zugang zu drei Topoisomerase-1-Hemmer-basierten ADC-Kandidaten aus der Pipeline von Duality Biologics: BNT323/DB-1303, BNT324/DB-1311 und BNT325/DB-1305.[57]
- Fosun Pharma: Im März 2020 wurde eine strategische Partnerschaft mit Fosun Pharma zur Entwicklung und Vermarktung von COVID-19-Impfstoffen auf Grundlage von Biontechs mRNA-Technologie bekannt gegeben, um das COVID-19-Impstoffprogramm voranzutreiben. Der Impfstoff erhielt im Januar 2021 eine Notfallzulassung in Hongkong sowie spezielle Einfuhrgenehmigungen in der Sonderverwaltungsregion Macau im Februar 2021 und in Taiwan im Juli 2021.[148]
- Genentech: Im September 2016 wurde mit Genentech und F. Hoffmann-La Roche eine Kooperationsvereinbarung geschlossen. Ziel der Vereinbarung ist es, bestimmte pharmazeutische Produkte, die patientenspezifische Krebs-Neoepitop-mRNAs beinhalten, für den weltweiten Einsatz gemeinsam zu erforschen, zu entwickeln, herzustellen und zu vermarkten. Dazu gehören Biontechs Entwicklungskandidaten für die Individualisierte Neoantigenspezifische Immuntherapie (iNeST, später BNT122/Autogene Cevumeran).[149][55]
- Genevant: Im Juli 2018 wurde mit Genevant eine Zusammenarbeit zur Entwicklung von mRNA-basierten Proteinersatz-Therapien geschlossen. Die Kollaboration umfasst auch eine Reihe exklusiver Lizenzen für Genevants Lipidnanopartikel (LNP)-Technologie zur Wirkstoffabgabe in mRNA-basierten Therapeutika für spezifische Zielstrukturen im Bereich Onkologie.[150][151]
- Genmab: Die erste Kooperation von Biontech wurde im Mai 2015 mit Genmab in Form einer Lizenz- und Kooperationsvereinbarung geschlossen. Ziel der Vereinbarung ist die gemeinsame Erforschung, Entwicklung und Vermarktung mono- und bispezifischer Antikörper. Hierfür wird Biontechs firmeneigener immunmodulatorischer Antikörper und Genmabs DuoBody-Technologieplattform oder HexaBody-Technologieplattform genutzt. Die Kollaboration wurde im Jahr 2016 von beiden Parteien um zusätzliche Zielstrukturen und Technologien erweitert sowie um monospezifische Antikörperkandidaten für verschiedene Krebsindikationen im Jahr 2022.[152][153]
- Medigene: Im Februar 2022 wurde mit Medigene eine dreijährige Forschungskollaboration zur Entwicklung von T-Zell-Rezeptor (TCR)-basierten Immuntherapien zur Behandlung von Krebs abgeschlossen. Hierbei nutzt Biontech Medigenes automatisierte Hochdurchsatz-TCR-Plattform, um TCR-Immuntherapien gegen von Biontech ausgewählte Zielstrukturen in soliden Tumoren zu entwickeln. Im Rahmen der Vereinbarung hat Biontech Medigenes präklinisches PRAME-TCR-Programm erworben und Lizenzen an PD1-41BB-Switch-Rezeptoren sowie an der Precision-Pairing-Bibliothek des Unternehmens erhalten.[154][155]
- Medilink Therapeutics: Im Oktober 2023 schloss Biontech eine Forschungskollaboration und weltweite Lizenzvereinbarung mit Medilink Therapeutics zur Entwicklung von BNT326/YL202, einem Antikörper-Wirkstoff-Konjugat, das sich gegen den humanen epidermalen Wachstumsfaktor-Rezeptor 3 (Human Epidermal Growth Factor Receptor 3) richtet.[156]
- OncoC4: Im März 2023 schlossen Biontech und OncoC4 eine Vereinbarung zur gemeinsamen Entwicklung, Vermarktung und Lizenzierung des monoklonalen Anti-CTLA-4-Antikörperkandidaten der nächsten Generation von OncoC4, BNT316/ONC-392 (Gotistobart), als Mono- oder Kombinationstherapie in verschiedenen Krebsindikationen. Darüber hinaus soll BNT316/ONC-392 (Gotistobart) mit den firmeneigenen onkologischen Produktkandidaten kombiniert werden, um komplementäre Wirkungsweisen zu untersuchen.[157]
- Pfizer: Biontech schloss im August 2018 eine erste Partnerschaft mit Pfizer zur Entwicklung eines mRNA-basierten Grippeimpfstoffs. Auf dieser Kollaboration basierte dann der Erfolg der im März 2020 begonnenen COVID-19-Impfstoffkollaboration, aus der der weltweit erste zugelassene mRNA-basierte Impfstoff hervorging. Die Partnerschaft zu Infektionskrankheiten wurde im Januar 2022 um eine neue Entwicklungs- und Kommerzialisierungsvereinbarung für den ersten mRNA-basierten Impfstoff zur Vorbeugung von Gürtelrose (Herpes-Zoster-Virus, HZV) erweitert.[158][159][38]
- Regeneron: Im Juli 2020 initiierte Biontech eine strategische Kollaboration mit Regeneron zur gemeinsamen Durchführung einer klinischen Phase-2-Studie. Die Studie kombinierte Biontechs firmeneigenen mRNA-basierten FixVac-Impfstoffkandidaten BNT111 mit Libtayo (Cemiplimab), einer anti-PD1-Therapie für die Behandlung von fortgeschrittenem Melanom.[56] Im März 2022 wurde die Kollaboration erweitert, um gemeinsam klinische Studien mit Biontechs FixVac-Produktkandidaten BNT116 in Kombination mit Libtayo bei verschiedenen Patientengruppen in einem fortgeschrittenen Krankheitsstadium von nicht-kleinzelligem Lungenkrebs durchzuführen.[160]
- Ryvu Therapeutics: Im November 2022 erfolgte eine Forschungskollaboration mit Ryvu Therapeutics für mehrere Immuntherapieprogramme mit niedermolekularen Wirkstoffen sowie eine exklusive Lizenzvereinbarung für Ryvus STING-Agonisten-Portfolio als Einzelprodukte zur systemischen Behandlung. Die Zusammenarbeit besteht aus zwei Teilen: Zum einen erhält Biontech eine weltweite, exklusive Lizenz zur Entwicklung und Vermarktung von Ryvus STING-Agonisten-Portfolio als Einzelprodukte zur systemischen Behandlung. Zum anderen führen Biontech und Ryvu gemeinsam Wirkstoffentwicklungs- und Forschungsprojekte durch, um mehrere niedermolekulare Programme zu entwickeln, die gegen exklusive, von Biontech ausgewählte Zielmoleküle gerichtet sind, und in erster Linie auf die Immunmodulation bei onkologischen Erkrankungen abzielen.[129][161]
- Siemens: Biontech unterhält seit Juni 2015 eine strategische Partnerschaft mit Siemens. Ziel ist es, eine vollautomatisierte, papierlose und digitalisierte kommerzielle cGMP-Produktionsstätte für individualisierte Impfstoffe zu errichten. Die Partnerschaft wurde im Zuge des COVID-19-Impfstoffprogramms erweitert, in dessen Rahmen Siemens Biontech bei dem schnellen Ausbau der Produktionskapazitäten am Standort Marburg unterstützt hat.[162]

### Wissenschaft und Medizin
Biontech kooperiert mit einer Vielzahl von Universitäten und medizinischen Zentren in Europa und den USA zur Entwicklung neuer Immuntherapien.
- Translationale Onkologie an der Universitätsmedizin der Johannes Gutenberg-Universität Mainz (TRON) ist ein unabhängiges biopharmazeutisches Forschungsinstitut, das neue Diagnostika und Arzneimittel für die Therapie von Krebs und anderen schweren Krankheiten entwickelt.[163]
- Ci3 ist ein gemeinnütziger Verein mit über 500 Wissenschaftlern, der Akteure aus Wissenschaft, Klinik und entsprechenden Behörden vernetzt. Ziel ist es, wegweisende individuelle Immuntherapien zu realisieren.[164][165]
- Deutsches Zentrum für Infektionsforschung (DZIF): Ziel des DZIF ist es, die bisher bestehende Lücke zwischen der Entdeckung neuer Behandlungsansätze, der präklinischen und der klinischen Forschung zu schließen.[166][167]
- University of Pennsylvania: Mit der Universität besteht seit Oktober 2018 eine Forschungskooperation, in deren Rahmen Biontech die exklusive Option hat, mRNA-Immuntherapien zur Behandlung von bis zu zehn Indikationen von Infektionskrankheiten zu entwickeln und zu vermarkten.[168][169]

## Kritik

### Beeinflussung durch die chinesische Regierung
Während eines Anstiegs der SARS-CoV-2-Infektionen in Taiwan im Mai 2021 und akuten Impfstoffmangels beschuldigte die taiwanesische Präsidentin Tsai Ing-wen das Unternehmen, bei gescheiterten Vertragsverhandlungen über Impfstofflieferungen auf der Streichung der Formulierung „unser Land“ bestanden zu haben. Zu einer Vertragsunterzeichnung kam es jedoch auch dann nicht, als der Forderung nachgekommen wurde. Dies wurde medial unter anderem als Schwächung der Unabhängigkeit der Republik China und Beeinflussung Biontechs durch die Volksrepublik gewertet. Andere sahen rechtliche Vorbehalte als Auslöser, da bereits das chinesische Unternehmen Fosun Pharma über exklusive Vermarktungsrechte verfüge, die auch das Inselgebiet Taiwans umfassten.

### Preisfestsetzung des COVID-Impfstoffs Comirnaty
Biontech stand Anfang 2021 wegen der Preisgestaltung ihres COVID-Impfstoffs Comirnaty in der Kritik: NDR, WDR und die Süddeutschen Zeitung berichteten, dass ihnen Berichte mit einem ersten Angebot an die EU im Juni 2020 in Höhe von 54,08 Euro pro Impfdosis vorlägen. Der Vorsitzende der Arzneimittelkommission der Deutschen Ärzteschaft Wolf-Dieter Ludwig bezeichnete den Preis als „unseriös“. Biontech erläuterte jedoch, dass 54,08 Euro nie als konkreter Preis für spätere Großlieferungen gedacht gewesen seien. Die Kostenaufstellung basierte auf den damaligen Produktionsabläufen, bevor die Massenproduktion begann und die mRNA-Dosierung feststand und spiegelte die damaligen Kosten wider. In der Bundesregierung hieß es zu dem Preis von 54,08 Euro „Allen war klar, dass das nicht das echte Angebot war, sondern eine Wasserstandsmeldung“.
Im August 2021 setzte Biontech den Preis pro Dosis auf 19,50 Euro, was u. a. mit notwendigen Anpassungen des Vakzins an neue Virusvarianten begründet wurde. Kritiker führten hingegen an, Biontech nutzte schlicht ihre marktliche Vormachtstellung, um höhere Preise zu verlangen.

### Verhinderung der COVID-Impfstoffentwicklung in Afrika
Im Februar 2022 berichtete das Fachmagazin British Medical Journal, dass Biontech über die in ihrem Auftrag agierende Lobbyorganisation KENUP Versuche unternommen habe, die Bemühungen zur Entwicklung eines mRNA-basierten COVID-Impfstoffs in Afrika durch den WHO-Global-Hub zu verhindern. Stattdessen warb KENUP laut dem British Medical Journal für den Einsatz Biontechs mobiler Impfstofffabriken in Seecontainern. Hierfür wurde zudem ein neuartiges Zulassungsverfahren vorgeschlagen, welches u. a. die Umgehung afrikanischer Behörden vorsähe. Der Vorschlag wurde von Kritikern als „paternalistisch“ bezeichnet.

## Patente
Im Bereich der Patente ist von Biontech eine mehrschichtige Strategie entwickelt worden, um den Schutz des geistigen Eigentums an den verschiedenen Technologieplattformen und ihrer Anwendung bei der Behandlung von Krebs und anderen schweren Krankheiten zu gewährleisten. Ein Schwerpunkt der Strategie für geistiges Eigentum ist der Schutz der von Biontech entwickelten Plattformen und Produktkandidaten, die sich in der Entwicklung befinden. In diesem Zusammenhang wird auch Wert auf den Schutz des geistigen Eigentums für Vermögenswerte, die in zukünftigen Entwicklungsprogrammen verwendet werden können und/oder die für die Mitarbeiter von Interesse sein könnten oder sich anderweitig auf diesem Gebiet als wertvoll erweisen könnten, gelegt.
Biontech hat mehr als 200 Patentfamilien im Gesamtbesitz, einschließlich einlizenzierter Patentportfolios und mehr als 100 Patentfamilien, die ausschließlich oder gemeinsam im Besitz von Biontech sind. Alle Patente umfassen mindestens eine Besetzung in der EU oder den USA, mehrere sind in mehreren Ländern anhängig oder wurden in mehreren Gerichtsbarkeiten erteilt.
Biontech hält seit Jahren Patente auf mRNA. mRNA wird erfolgreich in medizinischen und immunologischen Anwendungen eingesetzt, ist aber von Natur aus sehr kurzlebig. Von außen eingeführte, injizierte mRNA wird normalerweise abgebaut, bevor sie mit dem Bauplan des Erregers die Proteinproduktion für die Immunantwort starten könnte. Hierzu wurde schon vor Jahren ein Verfahren bekannt und patentiert, das eingeschleuste mRNA sehr gut stabilisieren kann. Entdeckt und patentiert wurde dies von einem polnischen Team um Jacek Jemielity, das bereits 2008 eine Partnerschaft mit Biontech einging, die das Verfahren weiterentwickelte. Biontech lizenzierte die stabilisierte mRNA-Technologie bereits an große Pharmaunternehmen, darunter sind auch das französische Unternehmen Sanofi (im Jahr 2015) und Genentech (im Jahr 2016). Moderna, GSK und die beiden deutschen Unternehmen Biontech und CureVac besitzen zusammen fast die Hälfte aller Patentanmeldungen für mRNA-Impfstoffe.
Im Juli 2022 wurde Biontech mit zwei Tochtergesellschaften von CureVac wegen Patentverletzung bei der Herstellung und dem Verkauf des COVID-19-Vakzins Comirnaty am Landgericht Düsseldorf auf Zahlung einer „angemessenen und fairen“ finanziellen Entschädigung verklagt. Eine einstweilige Verfügung wurde nicht beantragt, so dass Biontechs Impfstoff vorläufig weiter produziert werden kann. Im Dezember 2023 erklärte das Bundespatentgericht in einem Urteil in München ein von Curevac beanspruchtes Patent für nichtig.
Auswahl
- Patent  EP1934345B1: Modifikationen von RNA, die zu einer erhöhten Transkriptstabilität und Translationseffizienz führen. Angemeldet am 28. September 2006, veröffentlicht am 21. März 2012, Anmelder: Biontech AG, Erfinder: Ugur Sahin, Silke Holtkamp, Özlem Türeci, Sebastian Kreiter.‌
- Patent  EP2461833B1: Impfstoffzusammensetzung mit 5'-Cap-modifizierter RNA. Angemeldet am 3. August 2010, veröffentlicht am 8. Oktober 2014, Anmelder: BioNTech, TRON – Translationale Onkologie an der Universitätsmedizin der Johannes Gutenberg-Universität Mainz gemeinnützige GmbH, Uniwersytet Warszawski, Erfinder: Ugur Sahin, Andreas Kuhn, Edward Darzynkiewicz, Jacek Jemielity, Joanna Kowalska.‌
- Patent  US10485884B2: RNA Formulation for Immunotherapy. Angemeldet am 25. März 2013, veröffentlicht am 26. November 2019, Anmelder: BioNTech RNA Pharmaceuticals, TRON – Translationale Onkologie an der Universitatsmedizin der Johannes Gutenberg-universitat Mainz, Erfinder: Sahin, Ugur; Haas, Heinrich; Kreiter, Sebastian; Diken, Mustafa; Fritz, Daniel; Meng, Martin; Kranz, Lena Mareen; Reuter, Kerstin.‌
- Patent  EP2925348B1: Individualisierte Impfstoffe gegen Krebs. Angemeldet am 26. November 2013, veröffentlicht am 6. März 2019, Anmelder: BioNTech RNA Pharmaceuticals GmbH, TRON – Translationale Onkologie an der Universitätsmedizin der Johannes Gutenberg-Universität Mainz gemeinnützige GmbH, Erfinder: Ugur Sahin et al.‌

## Veröffentlichungen (Auswahl)

### mRNA-Technologien

#### Onkologie
- Jan D. Beck et al.: Long-lasting mRNA-encoded interleukin-2 restores CD8+ T cell neoantigen immunity in MHC class I-deficient cancers. In: Cancer Cell. Band 42, Nr. 4, April 2024, ISSN 1535-6108, S. 568–582.e11, doi:10.1016/j.ccell.2024.02.013.
- Franziska Lang et al.: Identification of neoantigens for individualized therapeutic cancer vaccines. In: Nature Reviews Drug Discovery. Band 21, Nr. 4, April 2022, ISSN 1474-1776, S. 261–282, doi:10.1038/s41573-021-00387-y, PMID 35105974, PMC 7612664 (freier Volltext).
- Nadja Salomon et al.: Local radiotherapy and E7 RNA-LPX vaccination show enhanced therapeutic efficacy in preclinical models of HPV16+ cancer. In: Cancer Immunology, Immunotherapy. Band 71, Nr. 8, August 2022, ISSN 0340-7004, S. 1975–1988, doi:10.1007/s00262-021-03134-9, PMID 34971406, PMC 9293862 (freier Volltext).
- Jan D. Beck et al.: mRNA therapeutics in cancer immunotherapy. In: Molecular Cancer. Band 20, Nr. 1, Dezember 2021, ISSN 1476-4598, doi:10.1186/s12943-021-01348-0, PMID 33858437, PMC 8047518 (freier Volltext).
- Ugur Sahin et al.: An RNA vaccine drives immunity in checkpoint-inhibitor-treated melanoma. In: Nature. Band 585, Nr. 7823, September 2020, ISSN 1476-4687, S. 107–112, doi:10.1038/s41586-020-2537-9.
- Cornelis J. M. Melief: Precision T-cell therapy targets tumours. In: Nature. Band 547, Nr. 7662, Juli 2017, ISSN 1476-4687, S. 165–167, doi:10.1038/nature23093.
- Christiane R Stadler et al.: Elimination of large tumors in mice by mRNA-encoded bispecific antibodies. In: Nature Medicine. Band 23, Nr. 7, 1. Juli 2017, ISSN 1078-8956, S. 815–817, doi:10.1038/nm.4356.
- Stephan Grabbe et al.: Translating nanoparticulate-personalized cancer vaccines into clinical applications: case study with RNA-lipoplexes for the treatment of melanoma. In: Nanomedicine. Band 11, Nr. 20, Oktober 2016, ISSN 1743-5889, S. 2723–2734, doi:10.2217/nnm-2016-0275.
- Sebastian Kreiter et al.: Mutant MHC class II epitopes drive therapeutic immune responses to cancer. In: Nature. Band 520, Nr. 7549, 30. April 2015, ISSN 0028-0836, S. 692–696, doi:10.1038/nature14426, PMID 25901682, PMC 4838069 (freier Volltext).
- Ugur Sahin, Katalin Karikó, Özlem Türeci: mRNA-based therapeutics — developing a new class of drugs. In: Nature Reviews Drug Discovery. Band 13, Nr. 10, Oktober 2014, ISSN 1474-1776, S. 759–780, doi:10.1038/nrd4278.
- Silke Holtkamp et al.: Modification of antigen-encoding RNA increases stability, translational efficacy, and T-cell stimulatory capacity of dendritic cells. In: Blood. Band 108, Nr. 13, 15. Dezember 2006, ISSN 0006-4971, S. 4009–4017, doi:10.1182/blood-2006-04-015024.

#### Infektionskrankheiten
- Patricia Winokur et al.: Bivalent Omicron BA.1–Adapted BNT162b2 Booster in Adults Older than 55 Years. In: New England Journal of Medicine. Band 388, Nr. 3, 19. Januar 2023, ISSN 0028-4793, S. 214–227, doi:10.1056/NEJMoa2213082.
- Alexander Muik et al.: Exposure to BA.4/5 S protein drives neutralization of Omicron BA.1, BA.2, BA.2.12.1, and BA.4/5 in vaccine-experienced humans and mice. In: Science Immunology. Band 7, Nr. 78, 16. Dezember 2022, ISSN 2470-9468, doi:10.1126/sciimmunol.ade9888.
- Ai-Min Hui et al.: Immunogenicity and safety of BNT162b2 mRNA vaccine in Chinese adults: A phase 2 randomised clinical trial. In: The Lancet Regional Health - Western Pacific. Band 29, Dezember 2022, ISSN 2666-6065, S. 100586, doi:10.1016/j.lanwpc.2022.100586.
- Alexander Muik et al.: Omicron BA.2 breakthrough infection enhances cross-neutralization of BA.2.12.1 and BA.4/BA.5. In: Science Immunology. Band 7, Nr. 77, 25. November 2022, ISSN 2470-9468, doi:10.1126/sciimmunol.ade2283, PMID 36125366, PMC 9529054 (freier Volltext).
- Gary McLean et al.: The Impact of Evolving SARS-CoV-2 Mutations and Variants on COVID-19 Vaccines. In: mBio. Band 13, Nr. 2, 26. April 2022, ISSN 2150-7511, doi:10.1128/mbio.02979-21, PMID 35352979, PMC 9040821 (freier Volltext).
- Emmanuel B. Walter et al.: Evaluation of the BNT162b2 Covid-19 Vaccine in Children 5 to 11 Years of Age. In: New England Journal of Medicine. Band 386, Nr. 1, 6. Januar 2022, ISSN 0028-4793, S. 35–46, doi:10.1056/NEJMoa2116298, PMID 34752019, PMC 8609605 (freier Volltext).
- Stephen J. Thomas et al.: Safety and Efficacy of the BNT162b2 mRNA Covid-19 Vaccine through 6 Months. In: New England Journal of Medicine. Band 385, Nr. 19, 4. November 2021, ISSN 0028-4793, S. 1761–1773, doi:10.1056/NEJMoa2110345, PMID 34525277, PMC 8461570 (freier Volltext).
- Ann R. Falsey et al.: SARS-CoV-2 Neutralization with BNT162b2 Vaccine Dose 3. In: New England Journal of Medicine. Band 385, Nr. 17, 21. Oktober 2021, ISSN 0028-4793, S. 1627–1629, doi:10.1056/NEJMc2113468, PMID 34525276, PMC 8461567 (freier Volltext).
- Robert W. Frenck et al.: Safety, Immunogenicity, and Efficacy of the BNT162b2 Covid-19 Vaccine in Adolescents. In: New England Journal of Medicine. Band 385, Nr. 3, 15. Juli 2021, ISSN 0028-4793, S. 239–250, doi:10.1056/NEJMoa2107456, PMID 34043894, PMC 8174030 (freier Volltext).
- Ugur Sahin et al.: BNT162b2 vaccine induces neutralizing antibodies and poly-specific T cells in humans. In: Nature. Band 595, Nr. 7868, Juli 2021, ISSN 1476-4687, S. 572–577, doi:10.1038/s41586-021-03653-6.
- Fernando P. Polack et al.: Safety and Efficacy of the BNT162b2 mRNA Covid-19 Vaccine. In: New England Journal of Medicine. Band 383, Nr. 27, 31. Dezember 2020, ISSN 0028-4793, S. 2603–2615, doi:10.1056/NEJMoa2034577, PMID 33301246, PMC 7745181 (freier Volltext).

#### Andere Indikationen
- Christina Krienke et al.: A noninflammatory mRNA vaccine for treatment of experimental autoimmune encephalomyelitis. In: Science. Band 371, Nr. 6525, 8. Januar 2021, ISSN 0036-8075, S. 145–153, doi:10.1126/science.aay3638.

### Zelltherapien
- Katharina Reinhard et al.: An RNA vaccine drives expansion and efficacy of claudin-CAR-T cells against solid tumors. In: Science. Band 367, Nr. 6476, 24. Januar 2020, ISSN 0036-8075, S. 446–453, doi:10.1126/science.aay5967.
- Tana Omokoko, Petra Simon, Özlem Türeci, Ugur Sahin: Retrieval of functional TCRs from single antigen-specific T cells: Toward individualized TCR-engineered therapies. In: OncoImmunology. Band 4, Nr. 7, 3. Juli 2015, ISSN 2162-402X, S. e1005523, doi:10.1080/2162402X.2015.1005523, PMID 26140230, PMC 4485745 (freier Volltext).
- Petra Simon et al.: Functional TCR Retrieval from Single Antigen-Specific Human T Cells Reveals Multiple Novel Epitopes. In: Cancer Immunology Research. Band 2, Nr. 12, 1. Dezember 2014, ISSN 2326-6066, S. 1230–1244, doi:10.1158/2326-6066.CIR-14-0108.

### Proteinbasierte Therapeutika
- Florian Lordick et al.: Immunological effects and activity of multiple doses of zolbetuximab in combination with zoledronic acid and interleukin-2 in a phase 1 study in patients with advanced gastric and gastroesophageal junction cancer. In: Journal of Cancer Research and Clinical Oncology. Band 149, Nr. 9, 1. August 2023, ISSN 1432-1335, S. 5937–5950, doi:10.1007/s00432-022-04459-3, PMID 36607429, PMC 10356865 (freier Volltext).
- Alexander Muik et al.: DuoBody-CD40x4-1BB induces dendritic-cell maturation and enhances T-cell activation through conditional CD40 and 4-1BB agonist activity. In: Journal for ImmunoTherapy of Cancer. Band 10, Nr. 6, Juni 2022, ISSN 2051-1426, S. e004322, doi:10.1136/jitc-2021-004322, PMID 35688554, PMC 9189854 (freier Volltext).
- Alexander Muik et al.: Preclinical Characterization and Phase I Trial Results of a Bispecific Antibody Targeting PD-L1 and 4-1BB (GEN1046) in Patients with Advanced Refractory Solid Tumors. In: Cancer Discovery. Band 12, Nr. 5, 2. Mai 2022, ISSN 2159-8274, S. 1248–1265, doi:10.1158/2159-8290.CD-21-1345, PMID 35176764, PMC 9662884 (freier Volltext).
- Florian Lordick et al.: Patient-reported outcomes from the phase II FAST trial of zolbetuximab plus EOX compared to EOX alone as first-line treatment of patients with metastatic CLDN18.2+ gastroesophageal adenocarcinoma. In: Gastric Cancer. Band 24, Nr. 3, 1. Mai 2021, ISSN 1436-3305, S. 721–730, doi:10.1007/s10120-020-01153-6, PMID 33755863, PMC 8064997 (freier Volltext).
- Alexander Muik et al.: An Fc-inert PD-L1×4-1BB bispecific antibody mediates potent anti-tumor immunity in mice by combining checkpoint inhibition and conditional 4-1BB co-stimulation. In: OncoImmunology. Band 11, Nr. 1, 31. Dezember 2022, ISSN 2162-402X, doi:10.1080/2162402X.2022.2030135, PMID 35186440, PMC 8855865 (freier Volltext).
- Jens Schumacher et al.: Enhanced stability of a chimeric hepatitis B core antigen virus-like-particle (HBcAg-VLP) by a C-terminal linker-hexahistidine-peptide. In: Journal of Nanobiotechnology. Band 16, Nr. 1, Dezember 2018, ISSN 1477-3155, doi:10.1186/s12951-018-0363-0, PMID 29653575, PMC 5897928 (freier Volltext).
- Christiane R. Stadler et al.: Characterization of the first-in-class T-cell-engaging bispecific single-chain antibody for targeted immunotherapy of solid tumors expressing the oncofetal protein claudin 6. In: OncoImmunology. Band 5, Nr. 3, 3. März 2016, ISSN 2162-402X, S. e1091555, doi:10.1080/2162402X.2015.1091555.
- Christian P. Sommerhoff et al.: Engineered Cystine Knot Miniproteins as Potent Inhibitors of Human Mast Cell Tryptase β. In: Journal of Molecular Biology. Band 395, Nr. 1, Januar 2010, S. 167–175, doi:10.1016/j.jmb.2009.10.028.
- Olga Avrutina et al.: Head‐to‐Tail Cyclized Cystine‐Knot Peptides by a Combined Recombinant and Chemical Route of Synthesis. In: ChemBioChem. Band 9, Nr. 1, 4. Januar 2008, ISSN 1439-4227, S. 33–37, doi:10.1002/cbic.200700452.
- Christiane R Stadler et al.: Elimination of large tumors in mice by mRNA-encoded bispecific antibodies. In: Nature Medicine. Band 23, Nr. 7, 1. Juli 2017, ISSN 1078-8956, S. 815–817, doi:10.1038/nm.4356.

## Medienartikel und Literatur
- Armin Mahler: Jedem sein eigenes Medikament. In: Der Spiegel. Nr. 28, 2017, S. 80 f. (online).
- BIO Deutschland: Helden und Hindernisse. Rahmenbedingungen für innovative Biotechnologie-Unternehmen in Deutschland am Beispiel Biontech. (pdf)
- David Gelles: The Husband-and-Wife Team Behind the Leading Vaccine to Solve COVID-19. In: New York Times. 10. November 2020. (nytimes.com).
- Elisabeth Dostert: Bekannt durch Corona. Was hinter der Firma Biontech aus Mainz steht. In: Süddeutsche Zeitung. Nr. 95, 24. April 2020, S. 20 (sueddeutsche.de).
- Joe Miller, Özlem Türeci, Uğur Şahin: Projekt Lightspeed. Der Weg zum Biontech-Impfstoff – und zu einer Medizin von morgen. 2. Auflage. Rowohlt, Hamburg 2021, ISBN 978-3-498-00277-0 (Deutsche Erstausgabe mit Anmerkungen).
- Marta Ways: Krebs-Impfstoffe kommen noch vor 2030!. In: Bild. 26. November 2023. (bild.de)
- Nicola Meier: Ein Container voll Hoffnung. In: Süddeutsche Zeitung. 20. März 2024. (süddeutsche.de)
- Thomas Schulz: Mit KI gegen Krebs. Wie Biontech zum zweiten Mal Medizingeschichte schreiben will. In: Der Spiegel. 4. Februar 2024. (spiegel.de)